# Baka Jatt
Baka-Jatt (en hébreu : באקה-ג'ת et en arabe : باقة جتّ) est une ville arabe d’Israël, située dans le district d'Haïfa. Elle fut créée en 2003 par la fusion entre Baka al-Gharbiyye et Jatt. Selon l’Office central israélien des statistiques, Baqa-Jat avait une population de 32 400 habitants à la fin 2007. Sa superficie est de 18,1 km², Baqa-jatt fait partie de la région du Triangle.
Elle est située près de la Ligne verte.

## Démographie
Selon l’Office central des statistiques, en 2005, la ville était entièrement peuplée d’Arabes. Concernant les âges, 48,8 % des habitants étaient âgés de moins de 19 ans, 16,1 % entre 20 et 29 ans, 19,3 % entre 30 et 44 ans, 10,4 % entre 45 et 59 ans, 5,4 % de plus de 60 ans. En 2005, le taux de croissance de la population était de 2,36 %.

## Éducation
Selon l’Office central des statistiques, en 2005, il y avait 10 écoles et 5 391 élèves à Baqa-Jatt : six écoles élémentaires avec 3 194 élèves, et quatre écoles « supérieures » avec 2 197 étudiants. Le taux de réussite au Bagrut était de 57,8 %..

## Revenus
Selon l’Office central israélien des statistiques, en 2004, il y avait 7 175 salariés et 1 216 travailleurs indépendants à Baqa-Jatt. La moyenne du revenu mensuel était de 4 340 NIS (787 €) pour les salariés. Cependant, les hommes percevaient 4 874 NIS (887 €) tandis que les femmes n’émargeaient qu’à 3 154 NIS (574 €). Pour les travailleurs indépendants, le revenu mensuel moyen était de 4 516 NIS (822 €). Il y avait 174 personnes bénéficiaires de l’assurance-chômage et 2 474 personnes bénéficiaires des minimums sociaux..

## Sport
Depuis décembre 2005, un programme interconfessionnel de basketball, soutenu par PeacePlayers International, a été mis en place en Israël. Samer Jassar (qui mesure 2,06 mètres), résident de Jatt, a été remarqué par un dénicheur de talents de la NBA et il est maintenant dans un des meilleurs centres de formation des États-Unis.